# Землетрясение в Мьянме (2025)
28 марта 2025 года в 12:50:52 UTC+06:30 (06:20:52 UTC) в округе Сикайн в Мьянме произошло землетрясение магнитудой Mw 7,7, эпицентр которого находился недалеко от Мандалая, второго по величине города страны. Оно достигло интенсивности IX по шкале Меркалли. Нанесён значительный ущерб Мьянме и соседнему Таиланду. За землетрясением последовало 169 афтершоков. Толчки ощущались в Бангладеш, Лаосе, Китае и Индии, а также во Вьетнаме, Камбодже и частично Малайзии. Землетрясение стало мощнейшим в Мьянме с 1912 года, когда магнитуда толчка составила 7,9, а также наиболее смертоносным в стране с 1930 года, когда катастрофа унесла жизни 500 человек. Кроме того, это самое смертоносное землетрясение в мире с момента событий в Турции и Сирии в 2023 году.
В результате землетрясения погибло по меньшей мере 5300 человек в Мьянме и 36 в Таиланде. Более 7100 человек получили ранения. Ещё сотни людей числятся пропавшими без вести, включая находящихся под завалами обрушившегося небоскрёба в Бангкоке. Особенности геологического строения Бангкока делают его уязвимым для подобной сейсмической активности. Поскольку землетрясение произошло во время пятничной молитвы, обрушение мечетей привело к гибели сотен мусульман. Продолжающаяся гражданская война в Мьянме негативно сказывалась на спасательных работах, в связи с чем 2 апреля 2025 года для облегчения ликвидации последствий землетрясения было объявлено временное перемирие.

## Предыстория

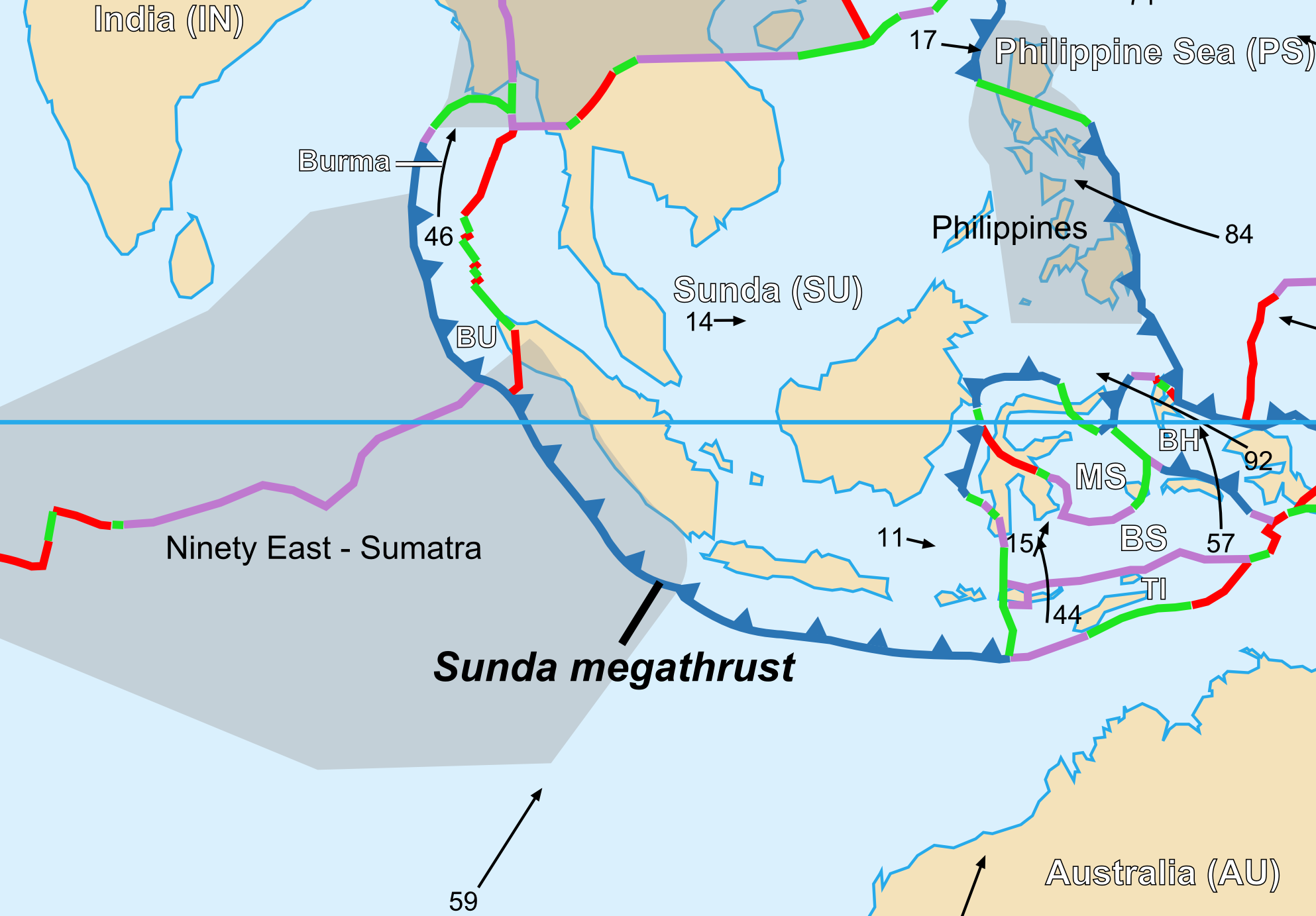
Карта Зондского разлома

Мьянма считается одной из наиболее сейсмоопасных стран мира. Она расположена на стыке четырёх тектонических плит — Индостанской, Евразийской, Зондской и Бирманской, — которые взаимодействуют в ходе активных геологических процессов. Вдоль западного побережья Кокосовых островов, у побережья штата Ракхайн и затем в Бангладеш проходит сильно наклонённая конвергентная граница, известная как Зондский разлом. Этот крупный тектонический разлом является границей между Индостанской и Бирманской плитами.

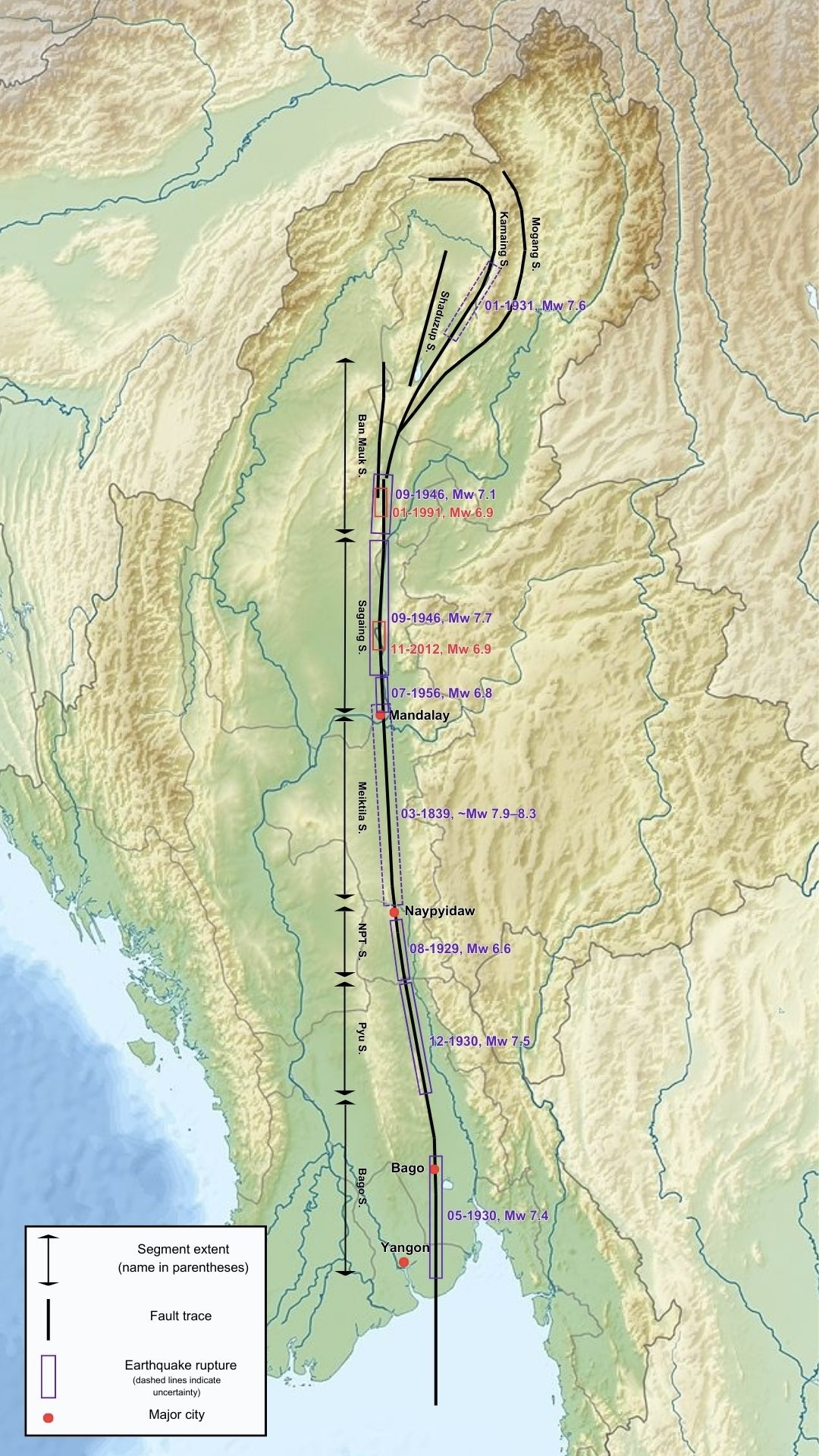
Карта Сагаингского разлома на территории Мьянмы

Через территорию Мьянмы проходит трансформный разлом протяжённостью 1400 километров, соединяющий дивергентную границу в Андаманском море с зоной коллизии плит к северу. Этот Сагаингский разлом представляет собой границу между Бирманской и Зондской плитами, которые смещаются относительно друг друга со скоростью 18—49 миллиметров в год. Сагаингский разлом выступает крупнейшим и наиболее активным источником землетрясений в Мьянме. Он проходит через или вблизи таких крупных городов, как Янгон, Нейпьидо и Мандалай, что подвергает опасности жизни миллионов людей. Вдоль него произошли разрушительные землетрясения в мае и декабре 1930 года (Ms 7,3 и 7,5), 1931 году (Ms 7,5), 1946 году (Mw 7,3 и 7,7), 1956 году (Ms 7,0), 1991 году (Mw 6,9) и 2012 году (Mw 6,9). Магнитуда землетрясений вдоль разлома варьируется от Mw 7,0 до 8,0. Периоды повторяемости также различаются в зависимости от участка разлома; южные сегменты, образованные в 1930 году, имеют интервалы в 100—150 лет, согласно данным палеосейсмологических исследований.
Разрушительные землетрясения происходили в регионе на протяжении столетий, однако их академическое изучение было ограничено. Многие землетрясения в Мьянме, включая даже наиболее мощные из них, остаются недостаточно изученными. В 1762 году произошло мощное землетрясение (Mw 8,5—8,8), разорвавшее участок Зондского разлома у побережья Ракхайна. Вероятно, причиной этого события стала субдукция Индостанской плиты под Бирманскую вдоль разлома. Оставшиеся под Центральной Мьянмой фрагменты субдуцированной Индостанской плиты также вызывают внутриплитные землетрясения. Так, землетрясение 1975 года произошло в результате взброса в пределах Индостанской плиты на средней глубине 120 километров.
Землетрясение 2025 года ощущалось в Таиланде, причём основной ущерб был зафиксирован в районе Бангкока. Геологическое строение Бангкока, представленное верхним слоем мягких морских глин, делает его высотные здания уязвимыми перед мощными отдалёнными землетрясениями, поскольку глинистый слой усиливает долгопериодное движение грунта, которое может совпасть с резонансной частотой небоскрёбов. Жители высотных зданий Бангкока неоднократно ощущали подземные толчки от землетрясений, происходящих за сотни и даже тысячи километров. Исследование, проведённое Пеннангом Варнитчаем из Азиатского технологического института, выявило, что Сагаингский разлом представляет потенциальную угрозу для Бангкока в случае землетрясения магнитудой 8,0 в Андаманском море, примерно в 400 километрах от города. Сейсмические нормы были включены в строительные стандарты Таиланда только в 2007 году, что делает более старые здания особенно уязвимыми.
С 2021 года Мьянма находится в состоянии гражданской войны. До землетрясения Организация Объединённых Наций подсчитала, что в 2025 году гуманитарная помощь потребуется 20 миллионам человек, или 35 % населения, и обойдётся в 1,1 миллиарда долларов. Конфликт оказывает негативное влияние на спасательные операции в случае стихийных бедствий.
С 1900 года в радиусе 250 километров от эпицентра землетрясения 28 марта 2025 года произошло шесть подобных событий с магнитудой 7,0 и выше. Последнее из них, магнитудой 7,0, в январе 1990 года привело к обрушению 32 зданий. В марте 2025 года в Мьянме произошло несколько землетрясений меньшей магнитуды. Только за первую неделю месяца в Янгоне, округе Иравади и штате Шан произошло восемь землетрясений.

## Землетрясение
Землетрясение произошло в 12:50 по местному времени. Эпицентр находился недалеко от Мандалая в округе Сикайн. По данным Геологической службы США, магнитуда составила 7,7. Метеорологический департамент Таиланда оценил магнитуду в 8,2. Очаг залегал на глубине 10 километров. Это мощнейшее землетрясение с эпицентром в Мьянме с 1912 года, когда магнитуда толчка оценивалась в 7,9. За ним последовало не менее 169 афтершоков, магнитуда самого сильного из которых составила Mww 6,7 (произошёл через 12 минут после основного толчка).
Землетрясение было вызвано правосторонним сдвигом на границе Индостанской и Евразийской плит, предположительно, в Сагаингском разломе.

### Интенсивность
Согласно Геологической службе США, интенсивность основного толчка по шкале Меркалли (MMI), по оценкам, достигла IX (опустошительное) в регионах Мандалай, Сикайн, Пегу и Нейпьидо, расположенных вблизи зоны разлома; по оценкам, 2,46 миллиона человек в целом оказались затронуты землетрясением с интенсивностью IX. Этот показатель достиг VIII (разрушительное) в штатах Карен, Шан, VII (очень сильное) в регионе Магуэ и VI (сильное) в административных округах Янгон, Качин, Мон, Кая и Иравади. MMI V (довольно сильное) был зарегистрирован в Бангкоке и Чиангмае в Таиланде, в Дэхун-Дай-Качинском автономном округе в Китае, а также в Импхале в Индии. В целом, по оценкам, подавляющее большинство населения Мьянмы ощутило толчок на уровне не менее MMI V (довольно сильное), и почти 21,98 миллиона человек, или около 40 % населения государства, подвергались сейсмической активности на уровне, превышающем MMI VI (сильное) в 12 из 15 регионов.

## Последствия
| Страна  | Погибшие | Раненые | Пропавшие |
| ------- | -------- | ------- | --------- |
| Мьянма  | 5352     | 11366   | 538       |
| Таиланд | 93       | 37      | 14        |
| Вьетнам | 1        | 0       | 0         |
| Всего   | 5446     | 11403   | 552       |

### Мьянма

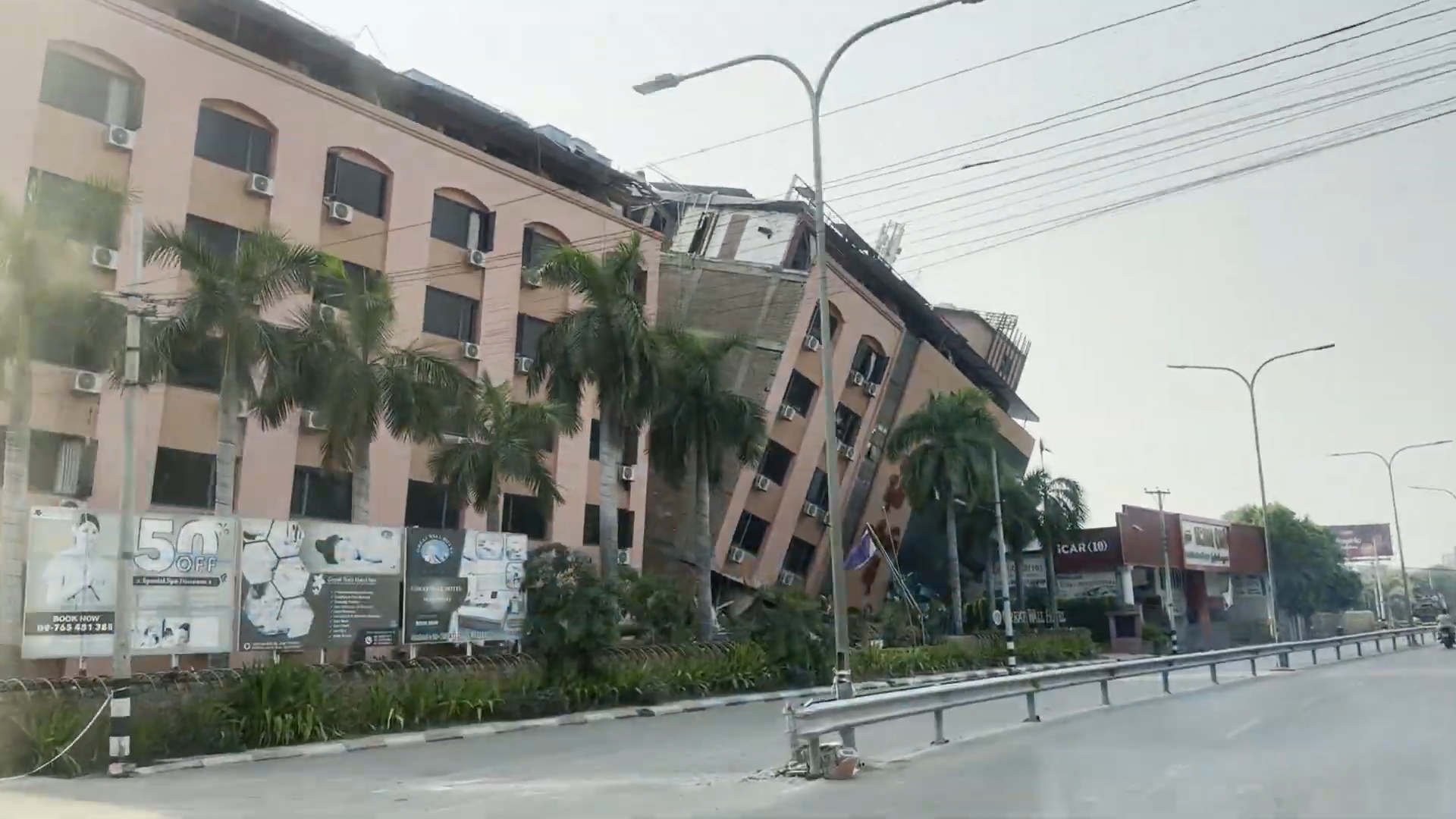
Ущерб Great Wall Hotel в Мандалае

Число жертв в Мьянме разнится в источниках. Mizzima News сообщила о не менее 4390 погибших и 3500 раненых. Согласно данным, собранным «Демократическим голосом Бирмы», погибло по меньшей мере 3880 человек, 5450 получили ранения, 700 числятся пропавшими без вести. По оценкам Красного Креста Мьянмы, непосредственно пострадали около 50 тысяч семей. Продолжающаяся гражданская война существенно затрудняет получение точной информации о последствиях бедствия. Жилые и общественные здания, а также инфраструктура по всей стране были повреждены или разрушены, опасения вызывают несколько плотин. Ущерб нанесён линиям электропередач, нефтепроводам и резервуарам для хранения нефти. Телефонная и интернет-инфраструктура была нарушена по всей стране. Землетрясение фиксировалось в таких городах, как Янгон, Мандалай, Нейпьидо, Сикайн, Аунгбан, Пегу, Калемьо, Мусхэ, Кьяуксе и Инмабин. Оценки жертв в сельской местности остаются размытыми. По оценкам исламской общины Мьянмы, около 300 человек погибли в результате обрушения более 50 мечетей. По всей стране пострадали дороги, мосты и здания. Пострадал королевский дворец в Мандалае. Многие знаменитые пагоды, включая Махамуни в Мандалае, оказались сильно повреждены.
Значительный ущерб нанесён Мандалаю, городу, расположенном ближе всего к эпицентру. Местная больница оказалась переполнена ранеными. Обрушился мост через реку Иравади. В международном аэропорту Мандалая обрушились потолки. Обрушились здания в кампусе Мандалайского университета, некоторые были охвачены огнём. Другой мощный пожар в районе Сейн Пан почти полностью уничтожил строение. В результате обрушения мечети погибли более 20 человек, включая детей, а несколько монахов погибли и были ранены в результате обрушения монастыря в городе. В общей сложности в Мандалае было разрушено более 30 мечетей, некоторым из которых было более ста лет, что привело к многочисленным жертвам. Более 100 монахов оказались под завалами обрушившегося храма. Сообщалось также, что в Мандалае обрушилась дамба, вызвав наводнение.
В столице страны Нейпьидо были повреждены несколько домов и религиозных святынь. Военный штаб, здания парламента и жилые дома официальных лиц были сильно повреждены. Несколько правительственных зданий рухнули, в результате чего погибли постоянный секретарь Министерства труда и несколько высокопоставленных иностранных чиновников. Музею обороны и Национальному музею также был нанесён ущерб. Сильно повреждено отделение неотложной помощи больницы.
В округе Пегу в результате обрушения школы погибли пятеро детей, 14 человек погибли в результате обрушения мечети.
Многие жители Мандалая спали на улицах в первую ночь после землетрясения из-за постоянных афтершоков. Телекоммуникации в Янгоне были отключены с момента землетрясения до 22:00 MMT. Электричество подавалось с перебоями, а в более отдалённых районах отключено полностью. Myanmar Airways International объявила о временном закрытии аэропортов в Нейпьидо и Мандалае.

### Таиланд
В Таиланде число погибших достигло 93, ещё 34 человека ранены. Землетрясение ощущалось в 63 из 77 провинций Таиланда (включая столичный округ Бангкок), о разрушениях сообщалось в 13, в основном на севере и в окрестностях Бангкока.

Кадр с видеорегистратора. Слева заметно обрушение небоскрёба (Бангкок)

Как сообщают местные жители и национальное агентство по чрезвычайным ситуациям, толчки ощущались по всей стране, включая Бангкок и Чиангмай. В столице рухнул 33-этажный строящийся небоскрёб. Число жертв при обрушении строящегося здания достигло 86. 
8 человек оттуда продолжают числиться пропавшими без вести. Заместитель премьер-министра Пхумтам Вечаячай назвал подземные толчки беспрецедентными в Бангкоке за последние 100 лет. Большинство зданий были эвакуированы, а общественные заведения закрыты. 29 марта губернатор Бангкока сообщил, что более 2000 жителей направили сообщения о трещинах в зданиях. Афтершоки в Бангкоке фиксировались раз в 10—15 минут.
В Бангкоке торги на фондовой бирже Таиланда были приостановлены. Кроме того, в столице прекращена работа метро. Министерство финансов не сообщило о каких-либо серьёзных потерях для экономики, бюджетной инфраструктуры или финансовой системы государства. Однако тайский бат упал на 0,2 процента по отношению к доллару США. Авиарегулятор Таиланда запретил всем аэропортам страны осуществлять полёты. Железнодорожное сообщение в стране было временно остановлено. Начались проверки сейсмической безопасности зданий по всему Бангкоку.

### Другие страны

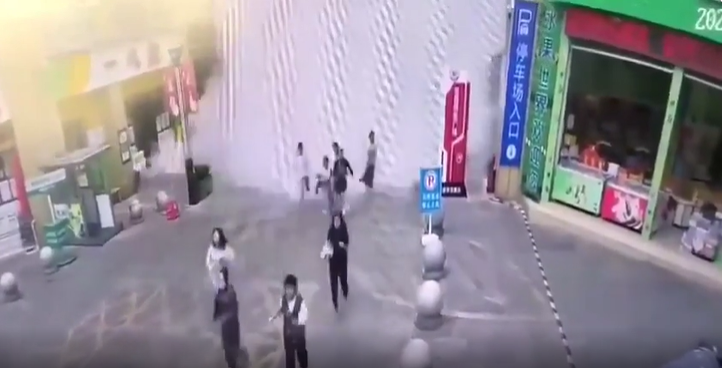
Кадр с камеры видеонаблюдения в провинции Юньнань, запечатлевшей обрушение бассейна на крыше здания и разлив воды на улице

Толчок ощущался в провинции Юньнань, Китай. В приграничном городе Жуйли было повреждено 849 домов и два человека получили ранения. Землетрясение также фиксировалось в других регионах, включая Гуйчжоу, Гуанси-Чжуанский автономный район и Сычуань.
Землетрясение ощущалось по всей территории Бангладеш, включая такие города, как Дакка, Силхет, Раджшахи и Читтагонг. В Индии толчки ощущались в северо-восточных штатах, в частности Мегхалая, в городах Дели, Калькутта, Импхал и других. Зарегистрированы толчки в Ханое и Хошимине (Вьетнам), Вьентьяне (Лаос), Камбодже и северных малайзийских штатах Пинанг, Кедах и Келантан.
В Хошимине пострадали 342 квартиры.

## Реакция

### Оценки
Служба оперативной оценки последствий глобальных землетрясений Геологической службы США (USGS) оценила в 35 % вероятность экономических потерь в размере от 10 до 100 миллиардов долларов США и в 33 % вероятность экономических потерь, превышающих 100 миллиардов долларов США. Возможные экономические потери превышают ВВП Мьянмы в 64,2 миллиарда долларов. Служба также оценила в 36 % число погибших, превышающее 100 тысяч, и в 35 % количество жертв в диапазоне от 10 000 до 100 000 человек.

### Мьянма
Власти Мьянмы объявили режим чрезвычайной ситуации в регионах Сикайн, Мандалай, Пегу и Магуэ, в восточной части штата Шан, а также в столице Нейпьидо. Правительство также призвало жителей сдавать кровь для пострадавших и запросила международную гуманитарную помощь для ликвидации последствий стихийного бедствия. Правительство национального единства Мьянмы (NUG) собралось для координации неотложных мер по оказанию чрезвычайной помощи и призвало. В своём заявлении оно также призвало жителей сохранять бдительность в отношении повторных толчков.
Группы экстренного реагирования из регионов Иравади и Янгон были направлены в Нейпьидо для оказания помощи в проведении поисково-спасательных работ. Журналисты в Мандалае описали спасательные операции как медленные из-за нехватки персонала.
На следующий день после землетрясения NUG объявило о двухнедельной паузе в наступательных действиях для координации гуманитарных усилий с ООН и неправительственными организациями. 31 марта 2025 года хунта, правящая в Мьянме, объявила период национального траура, который продлится до 6 апреля 2025 года.

### Таиланд
Премьер-министр Таиланда Пхэтхонгтхан Чиннават прервала участие в туристической конференции на Пхукете, чтобы вернуться в Бангкок и провела экстренное совещание по поводу стихийного бедствия. Губернатор Бангкока Чадчарт Ситтипунт объявил город зоной бедствия второго уровня. Он также приказал паркам Люмпини, Бенчасири, Бенджакитти и Чатучак остаться открытыми на всю ночь 28 марта для размещения пострадавших от бедствия. Министерство транспорта Таиланда выделило дополнительные общественные автобусы, в то время как руководство аэропорта Суварнабхуми ввело временное автобусное сообщение, чтобы уменьшить нехватку такси, следующих в аэропорт и обратно. Министерство образования распорядилось закрыть школы по всей стране. Департамент по предотвращению стихийных бедствий и смягчению их последствий Таиланда классифицировал произошедшее как крупномасштабное бедствие. Тайскими властями утверждён фонд в размере 200 миллионов батов для помощи гражданам, чьёе жилье было повреждено.
Пхэтхонгтхан Чиннават потребовала от государственных органов, отвечающих за оповещение населения при стихийных бедствиях, немедленно провести расследования причин несрабатывания системы оповещения через СМС-сообщения. Система сработала только через час после основного подземного толчка.
31 марта в Сенате Таиланда была объявлена минута молчания в память о жертвах землетрясения.

### Китай
Власти провинции Юньнань задействовали 646 спасателей и 14 поисковых собак. Посольство Китая заявило, что среди пострадавших, по меньшей мере, 13 граждан Китая (в Мьянме).

### Международная помощь

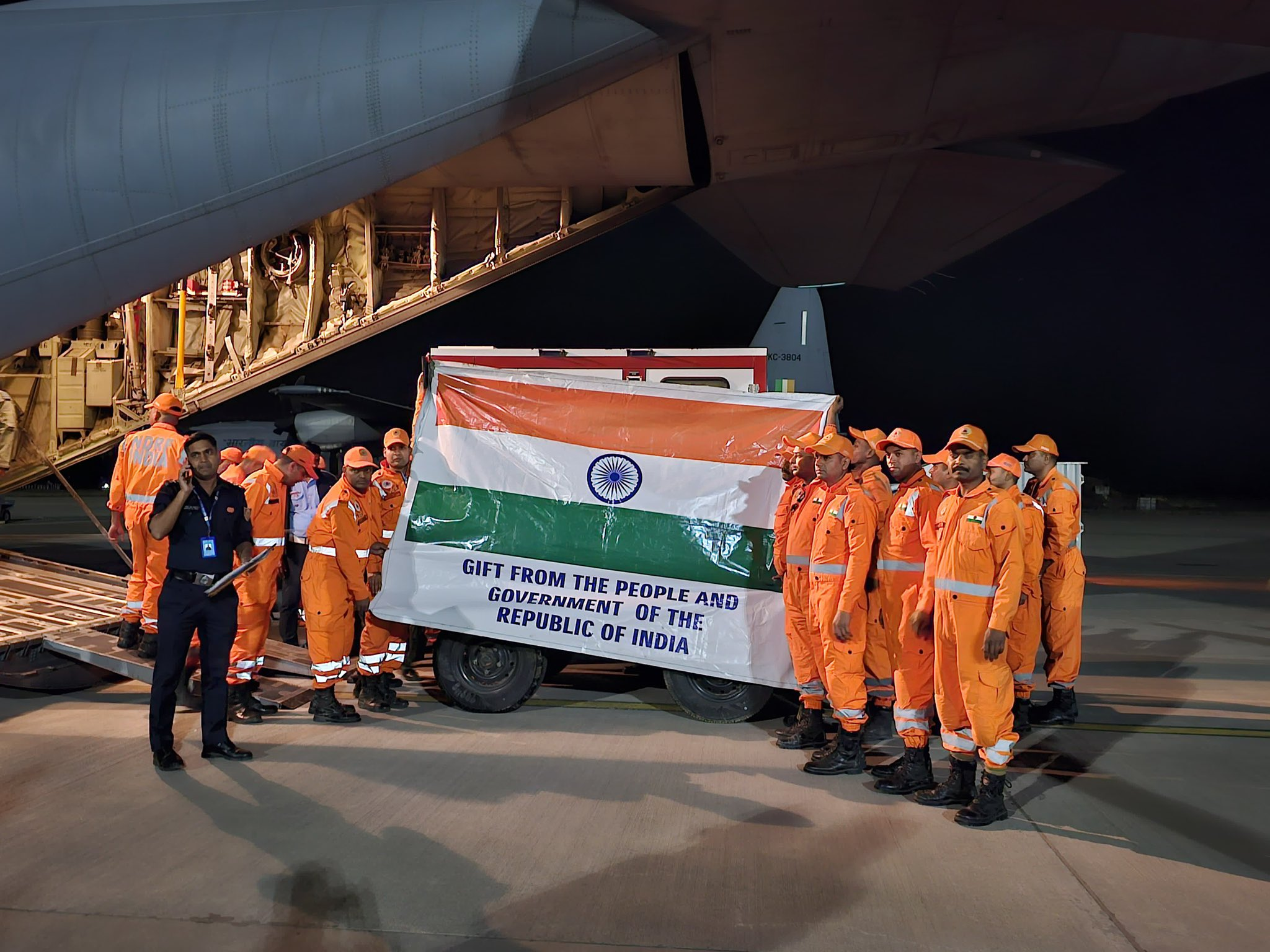
Отправка гуманитарной помощи из Индии в Мьянму

Мьянма приняла помощь от Индии и Координационного центра АСЕАН по оказанию гуманитарной помощи, в то время как Организация Объединённых Наций заявила, что в ближайшее время предоставит 5 миллионов долларов в качестве чрезвычайной помощи. 29 марта в Янгон прибыли 37 членов поисково-спасательной команды из провинции Юньнань, Китай. Команда со спасательным оборудованием отправилась в Нейпьидо для участия в спасательных операциях. МЧС России также направило два самолёта со 120 врачами и спасателями. Военно-воздушные силы Индии направили самолёт с более чем 15 тоннами гуманитарной помощи. Объявлено, что Китай предоставит Мьянме помощь в размере 13,8 миллиона долларов. Южная Корея пообещала выделить 2 миллиона долларов на гуманитарную помощь. Также о гуманитарной помощи объявили Камбоджа (100 тысяч долларов США), Вьетнам (300 тысяч долларов США), Новая Зеландия (два миллиона новозеландских долларов), Великобритания (10 миллионов фунтов стерлингов). Об отправке спасателей в Мьянму объявили Малайзия (50 человек), Вьетнам (более 100), Филиппины (91), Сингапур (80), Таиланд (49). Индонезии объявила о своих планах поэтапной отправки спасателей, медицинских работников и гуманитарных грузов для оказания помощи жителям Мьянмы. Для помощи в ликвидации последствий прибыли спасатели из Беларуси. Президент США Дональд Трамп заявил, что страна направит помощь Мьянме, несмотря на недавнее сокращение иностранной помощи. Посольство США пообещало выделить до двух миллионов долларов через местные организации, добавив, что в Мьянму направляется группа экспертов. Испания через направила 500 тысяч евро Международной федерации обществ Красного Креста и Красного Полумесяца и еще 1,5 миллиона евро в Чрезвычайный фонд реагирования на стихийные бедствия IFRC (IFRC-DREF).
Индо-Тихоокеанское командование Вооружённых сил США направило персонал для оказания помощи в спасательных операциях в Таиланде.